# 2021年のスティリアグランプリ
2021年のスティリアグランプリは、ロードレース世界選手権の2021年シーズン第10戦として、8月8日にオーストリアのレッドブル・リンクで開催された。